# Červenka (stacja kolejowa)
Červenka – stacja kolejowa w Července, w kraju ołomunieckim, w Czechach przy ulicy Nádražní 372. Znajduje się na wysokości 235 m n.p.m. i leży na linii kolejowej nr 270 oraz 273.